# Ibrahima Bamba
Ibrahima Kader Ariel Bamba (Vercelli, Italia, 22 de abril de 2002) es un futbolista italiano que juega como centrocampista en el club Al-Duhail S. C. de la Liga de fútbol de Catar.

## Trayectoria
Nacido en Costa de Marfil, se trasladó a Italia a una edad temprana.[cita requerida] Comenzó a jugar al fútbol con la cantera del F. C. Pro Vercelli 1892 a los 15 años en 2015, antes de trasladarse a Portugal con el Vitória S. C. en 2020. El 26 de enero de 2022 firmó un contrato profesional con el Vitória S. C., que lo mantiene en el club hasta 2025 con una cláusula de liberación de 30 millones de euros. Debutó como profesional con el Vitória S. C. en una derrota por 3-0 en la Primeira Liga ante el S. L. Benfica el 27 de febrero de 2022.

## Selección nacional
El 24 de mayo de 2022, el entrenador de la selección nacional de fútbol de Italia, Roberto Mancini, lo llamó para unirse a una concentración de 53 jugadores de la Azzurra.

## Estadísticas

### Clubes
Actualizado al último partido disputado el 27 de mayo de 2023.
| Club                              | Div.          | Temporada     | Liga  | Liga  | Copas nacionales | Copas nacionales | Copas internacionales | Copas internacionales | Total | Total |
| Club                              | Div.          | Temporada     | Part. | Goles | Part.            | Goles            | Part.                 | Goles                 | Part. | Goles |
| --------------------------------- | ------------- | ------------- | ----- | ----- | ---------------- | ---------------- | --------------------- | --------------------- | ----- | ----- |
| Vitória de Guimarães "B" Portugal | 4.ª           | 2020-21       | 15    | 1     | —                | —                | —                     | —                     | 15    | 1     |
| Vitória de Guimarães "B" Portugal | 3.ª           | 2021-22       | 7     | 0     | —                | —                | —                     | —                     | 7     | 0     |
| Vitória de Guimarães "B" Portugal | Total club    | Total club    | 22    | 1     | 0                | 0                | 0                     | 0                     | 22    | 1     |
| Vitória S. C. Portugal            | 1.ª           | 2021-22       | 7     | 0     | 0                | 0                | —                     | —                     | 7     | 0     |
| Vitória S. C. Portugal            | 1.ª           | 2022-23       | 28    | 0     | 6                | 0                | 1                     | 0                     | 35    | 0     |
| Vitória S. C. Portugal            | Total club    | Total club    | 35    | 0     | 6                | 0                | 1                     | 0                     | 42    | 0     |
| Total carrera                     | Total carrera | Total carrera | 57    | 1     | 6                | 0                | 1                     | 0                     | 64    | 1     |